# Desa Tempuran (administrativ by i Indonesien, Jawa Tengah, lat -7,22, long 109,73)
Desa Tempuran är en administrativ by i Indonesien.   Den ligger i provinsen Jawa Tengah, i den västra delen av landet, 300 km öster om huvudstaden Jakarta.